# Frédéric Bianchi
Pour les articles homonymes, voir Bianchi.
Frédéric Bianchi (ou Vincenz Ferrerius Frédéric Bianchi), duc de Casalanza, né à Vienne le 27 février 1768 et mort à Sauerbrunn (en) le 18 août 1855, est un général autrichien.

## Biographie
Il fait ses études à l’Académie impériale des ingénieurs de Vienne. En 1788, il est sous-lieutenant dans l’armée de Slavonie et se distingue au siège de Dubitza. Il est nommé capitaine après le siège de Valenciennes en 1793. En 1796, il passe en Italie, sous les ordres de Wurmser, comme officier d’état-major. Il capture à Brescia l’aide de camp Joachim Murat. À la tête du régiment (six bataillons) du comte de Lusignan à Rivoli, il est pris dans la retraite, mais libéré à la demande du général Alvinczy. En 1799, il est lieutenant-colonel et attaché à l’archiduc Ferdinand, qui suit l’archiduc Charles dans la campagne d’Allemagne et de Suisse. Cela lui vaut la promotion au grade de colonel en trois mois à la tête du 48e régiment d’infanterie hongroise. En 1804, il mate une révolte à Cattaro, sur la côte dalmate.
Adjudant-général après la campagne d’Allemagne (1805), il commande le 48e régiment d’infanterie hongroise jusqu’en 1807. Il est ensuite général de brigade. Du 3 au 5 juin 1809, il s’oppose au maréchal Davout et protège ainsi une tête de pont sur le Danube, près de Presbourg, ce qui lui vaut la croix de l'ordre militaire de Marie-Thérèse. Il devient ensuite lieutenant-général, propriétaire du 63e régiment d’infanterie, et inspecteur de l’infanterie en Hongrie. En 1812, il est à la tête de la 1re division de l’armée de Karl Philipp de Schwarzenberg, qui fait une partie de la campagne de Russie. En 1813, il ne maintient sa division qu’avec peine devant la porte de Freyberg à Dresde, qu’il tentait de prendre d’assaut lorsqu’il fut attaqué par Napoléon. Il se distingue ensuite à la bataille de Leipzig, ce qui lui vaut la croix de saint Georges de la part du tsar Alexandre. En 1814, il commande un corps d’armée, qui participe à divers combats, dont celui de Moret-sur-Loing (18 février). Il est ensuite envoyé vers Dijon pour stopper Augereau, mais est battu le 11 mars à Charnay (Rhône) et recule de Saint-Symphorien à Mâcon.
En 1815, il est envoyé en Italie pour empêcher le roi de Naples Joachim Murat de conquérir le pays, à la tête de 20 000 hommes. Il commande personnellement une division, l’autre est confiée à Neipperg. Il bat le maréchal d’Empire à Tolentino, ce qui lui vaut de la part de Ferdinand Ier des Deux-Siciles le titre de duc de Casalanza, puis le grade de feld-maréchal.
À partir de l'été 1815, il participe à l'occupation de la France par les puissances victorieuses. Il est nommé commandant des troupes autrichiennes d'occupation du sud de la France (2e corps). Il réside à Avignon et accélère la fin de l'occupation autrichienne.
Selon Karl Friedrich von Enzenthal, il « avait la réputation d'être un esprit particulièrement caustique ».